# Tripla identità
Tripla identità (Miranda) è un film del 2002 scritto da Rob Young e diretto da Marc Munden.

## Trama
La vita del tranquillo bibliotecario Frank viene sconvolta dall'arrivo di una giovane ragazza, Miranda, la quale afferma di essere una ballerina proveniente dagli Stati Uniti. Poco tempo dopo, Miranda scompare, ma seppur con alcune difficoltà Frank riesce a ritrovarla: scopre così che lei non è una ballerina, bensì una truffatrice. In seguito, Frank capisce però anche che sotto la maschera di spregiudicata donna fatale è anche presente una fanciulla bisognosa d'affetto e, venuto a conoscenza del fatto che la giovane si trovava in pericolo, decide di correre in suo soccorso. Innamorati l'uno dell'altro, i due possono così vivere la loro vita insieme in maniera onesta e senza più alcun problema all'orizzonte.